# Electrosíntesis
Electrosíntesis, en química orgánica, es la síntesis de compuestos químicos en una celda electroquímica. La principal ventaja de la electrosíntesis sobre una reacción redox ordinaria es la de evitar un derroche de potencial en otra semireacción y la habilidad en regularse precisamente al potencial requerido. La electrosíntesis se estudia  como una ciencia y también tiene muchas aplicaciones industriales.